# شارة نهاية

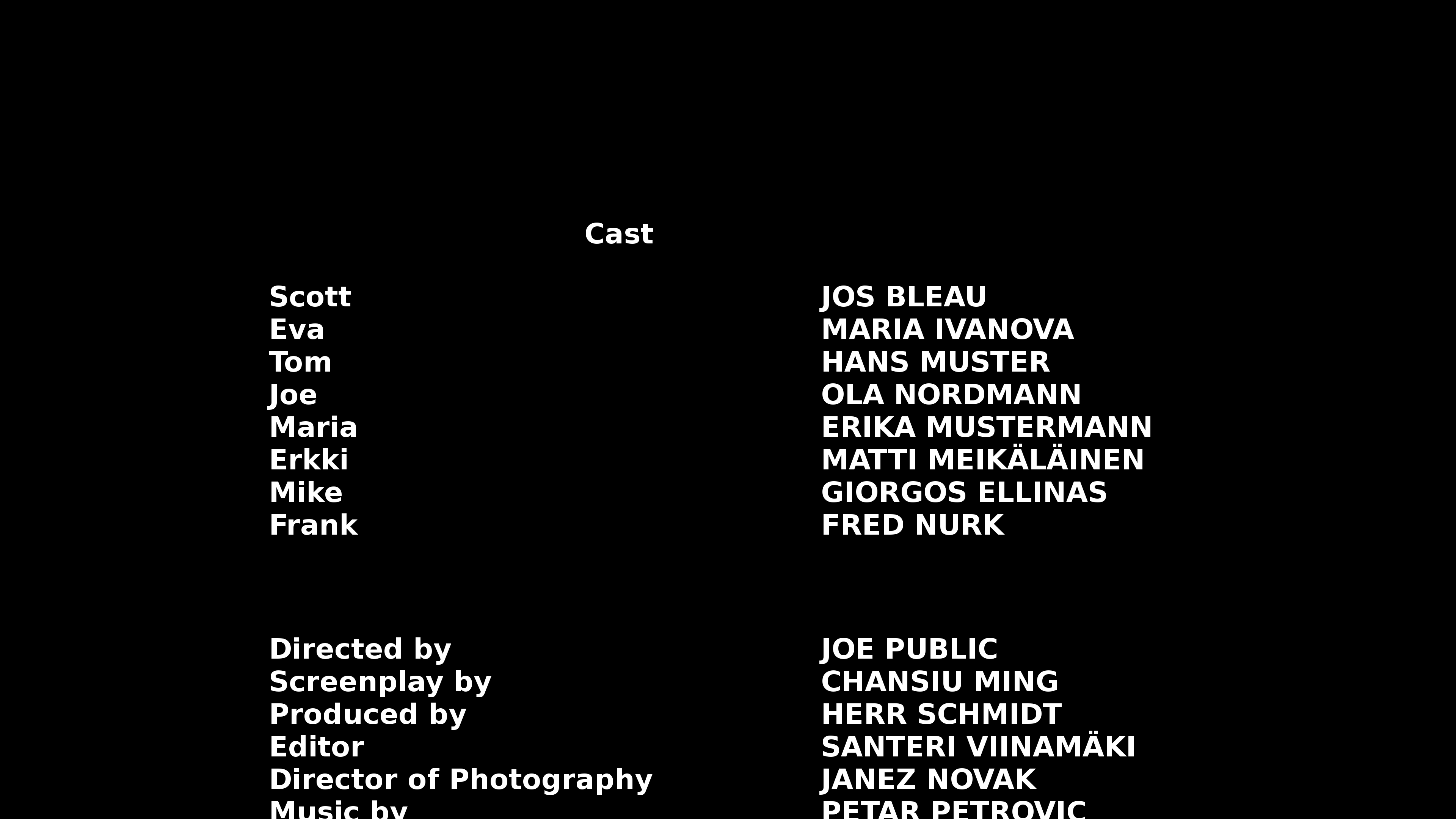
مثال على شارة النهاية

شارة النهاية (بالإنجليزية: The End Credits) هي قائمة أسماء طاقم التمثيل وطاقم العمل لمسلسلات الصور المتحركة أو الافلام خاصة أو البرامج التلفزيونية أو العاب الفيديو. حيث تظهر شارة البداية في بداية العمل، بينما تظر شارة النهاية تظهر في نهاية العمل. المجموعة الكاملة للشارة يمكن أن تشمل طاقم التمثيل وطاقم العمل، ولكن أيضاً مقدمو الإنتاج وشركات التوزيع، أعمال الموسيقى مرخصة أو مكتوبة للعمل، التنازلات القانونية المختلفة مثل حقوق التأليف والنشر وأكثر. بعض الإنتاج منذ فترة طويلة تضع قائمة «أطفال الإنتاج».
تكتب شارة النهاية وتظهر عادةً بحروف بيضاء على خلفية سوداء صلبة، لا تتضمن أي تأثيرات صوتية أو حوار، فقط خلفية موسيقية، أحياناً شارة موسيقية. الشارة إما ثابة وتقبل من صفحة إلى أخرى. أو تنتقل إلى قائمة واحدة من الجزء السفلي من الشاشة إلى الأعلى.